# Pittosporum multiflorum
Espèce
Classification APG III (2009)
Pittosporum multiflorum est une espèce de plantes à fleurs de la famille des Pittosporaceae originaire d'Australie.

## Description
Pittosporum multiflorum atteint une hauteur de 1 à 3 mètres. Le branchage a une ramification épaisse avec de petites épines. Les feuilles sont presque circulaires, font de 3 à 12 mm de long, pratiquement sans pétiole. Elles sont principalement dentées, rarement entières. La floraison a lieu au printemps ou en été.
Le fruit orange persiste souvent sur la plante. La régénération à partir de graines fraîches est lente mais assez fiable. La plante ressemble beaucoup à Pittosporum spinescens, mais se distingue facilement par ses bords dentés.

## Répartition
Pittosporum multiflorum pousse sur des schistes ou des sols volcaniques en Australie, d'Eden, en Nouvelle-Galles du Sud, au nord du Queensland, habituellement dans des forêts humides ou à proximité.

## Source de la traduction
- (en) Cet article est partiellement ou en totalité issu de l’article de Wikipédia en anglais intitulé « Pittosporum multiflorum » (voir la liste des auteurs).